# 1969

## Събития
- 4 януари – Франция налага оръжейно ембарго на Израел.
- 7 януари – Американският конгрес удвоява президентската заплата.
- 9 януари – Първи изпитателен полет на реактивния пътнически самолет „Конкорд“.
- 10 януари – Швеция става първата западна страна, която признава Северен Виетнам.
- 13 януари – Английският състав „Бийтълс“ издава албума Yellow Submarine.
- 18 януари –  Самолетът при полет 933 на „Скандинейвиън Еърлайнс Систем“ се разбива в залива Санта Моника западно от международното летище на Лос Анджелис и убива 15 души на борда
- 16 януари – Чешкият студент Ян Палах се самозапалва на Вацлавския площад като протест срещу съветската окупация.
- 17 януари – В САЩ излиза дебютният албум на рок групата „Лед Зепелин“ Led Zeppelin.
- 18 януари –  Самолетът при полет 266 на „Юнайтед Еър Лайнс“ се разбива в залива Санта Моника, западно от международното летище в Лос Анджелис и убива всички 32 пътници и 6 членове на екипажа.
- 20 януари – Ричард Никсън стъпва в длъжността президент на САЩ.
- 5 февруари – Населението на САЩ достига 200 милиона.
- 9 февруари – „Боинг 747“ извършва първия си търговски полет.
- 11 февруари – Състои се премиерата на мексиканския сатиричен филм „Симон Пустинника“ на режисьора Луис Бунюел.
- 16 март – Самолетът при полет 742 на VIASA катастрофира в Маракайбо, Венецуела и убива 155 души, 71 от които на земята.
- 17 март – Голда Меир става четвъртият министър-председател на Израел.
- 21 март – САЩ извършват ядрен опит на полигона в Невада.
- 26 март – Изстрелян е съветският метеорологичен спътник „Метеор 1“.
- 4 април – Д-р Дентън Кули имплантира първото временно изкуствено сърце.
- 7 април – Публикувано е първото RFC дело на Стив Крокър.
- 15 април – Северна Корея сваля самолет на ВМС на САЩ над Японско море, умират всички 31 души на борда.
- 24 април – Американски бомбардировачи хвърлят 3000 тона бомби на Камбоджанската граница.
- 28 април – Френският президент Шарл де Гол подава оставка.
- 8 май – Камбоджа признава ГДР.
- 10 май – „Аполо 10“ предава първите цветни снимки на Земята от космоса.
- 17 май – Съветската сонда Венера 6 каца на едноименната планета.
- 4 юни – Самолетът при полет 704 на „Мехикана де Авиасион“ се разбива близо до Аподака, Нуево Леон и убива всички 72 пътници и 7 членове на екипажа на борда на машината.
- 5 юни – Правителството на Нидерландските Антили подава оставка.
- 8 юни – Брайън Джоунс напуска рок групата „Ролинг Стоунс“.
- 8 юни – Генерал Франко затваря границата на Испания с Гибралтар.
- 20 юни – Жорж Помпиду полага клетва като президент на Франция.
- 22 юни – Арета Франклин е арестувана в Детройт за нарушаване на обществения ред.
- 25 юни – Най-дългият мач в историята на тенис турнира Уимбълдън. Панчо Гонзалес побеждава Чарлз Пасарел в игра от 112 гейма, продължила 5 часа и 12 мин.
- 27 юни – Хондурас и Ел Салвадор прекъсват дипломатическите си отношения заради футболен мач.
- 20 юли – За първи път човек стъпва на Луната. Това е Нийл Армстронг, командир на кораба „Аполо 11“. Аполо 11 излита от Земята на 16 юли и се завръща успешно на 24 юли.
- 21 юли – Съветският спътник Луна 15 пада на лунната повърхност, след като е извършил 52 орбитални обиколки.
- 21 юли – „Маринър 6“ изпраща близки снимки на Марс.
- 16 август – Начало на Рокфестивала в Уудсток.
- 18 август – Излиза режисьорският дебют на Уди Алън – „Вземи парите и бягай“.
- 24 август – Открит е курортният комплекс „Албена“.
- 1 септември – Революция в Либия. Полковник Муамар Кадафи детронира крал Идрис.
- 9 септември – Самолетът при полет 853 на „Алегени Еърлайнс“ се сблъсква във въздуха с лек самолет „Пайпър PA-28“ близо до Феърланд, Индиана и убива всички 83 души на борда на двете машини.
- 26 септември – СССР извършва подземен ядрен опит.
- 21 октомври – Безкръвен преврат в Сомалия (Национален празник).
- 20 ноември – Пеле отбелязва своя хиляден гол.
- 8 декември – Самолетът при полет 954 на „Олимпик Еъруейс“ се удря в планина в Кератеа, Гърция и убива 90 души при най-смъртоносната катастрофа с „Дъглас DC-6“ в историята.
- 12 декември – Либия приема конституцията си.
- 17 декември – Въздушните сили на САЩ прекратяват проекта „Синя книга“ със заключението, че няма доказателства за извънземни космически кораби.
- 31 декември – Конго-Бразавил става народна република.

## Родени
- Мариана Цветкова, българска оперна певица
- Иван Курдов, български футболист
- Станислав Танев, български футболист и борец
- Шарбани Мукерджи, индийска актриса
- 3 януари – Михаел Шумахер, германски пилот от Формула 1
- 5 януари – Мерилин Менсън, американски музикант
- 12 януари – Роберт Просинечки, хърватски футболист
- 13 януари – Стивън Хендри, шотландски играч на снукър
- 14 януари 
  - Дейв Грол, рок музикант от САЩ
  - Джейсън Бейтман, американски актьор
- 17 януари – Лукас Мудисон, шведски режисьор и сценарист
- 19 януари – Предраг Миятович, черногорски футболист
- 26 януари – Камен Шербетов, български футболист
- 28 януари – Фердинанд Хелерс, шведски шахматист
- 31 януари – Ивана, българска попфолк певица
- 1 февруари – Бахман Гобади, кюрдски кинорежисьор
- 2 февруари – Гошо Гинчев, български футболист
- 11 февруари 
  - Адел Паркс, британска писателка
  - Дженифър Анистън, американска актриса
- 20 февруари – Данис Танович, босненски режисьор
- 22 февруари – Хоакин Кортес, испански танцьор
- 4 март – Пиерлуиджи Казираги, италиански футболист и треньор
- 6 март 
  - Андреа Елсън, американска актриса
  - Никълъс Роджърс, австралийски актьор
- 9 март – Ихсан Хаккъ, български политик и инженер
- 3 април – Клотилд Куро, френска актриса
- 4 април – Христо Мутафчиев, български театрален актьор
- 6 април – Пол Ръд, американски актьор
- 8 април – Мария Капон, български политик
- 16 април – Хасан Азис, български политик
- 18 април – Румяна Желева, български политик
- 25 април – Джина Торес, американска актриса
- 26 април – Руслан Михайлов, български футболист
- 29 април 
  - Моника Ринк, германска поетеса
  - Пол Адълстайн, американски актьор
- 2 май – Беноа Кое, френски футболист
- 6 май – Ваньо Шишков, български футболист
- 7 май 
  - Катерина Малеева, българска тенисистка
  - Стамен Белчев, български футболист
- 21 май – Николай Нинов, български шахматист
- 29 май – Рени, българска попфолк певица
- 5 юни – Брайън Макнайт, американски певец и продуцент
- 6 юни – Мария Сапунджиева, българска актриса
- 15 юни 
  - Седрик Пиолин, френски тенисист
  - Айс Кюб, американски музикант
  - Оливер Кан, германски футболист
  - Сашо Ангелов, български футболист
- 17 юни – Николай Благоев, български политик и лекар
- 21 юни 
  - Димитър Балабанов, български футболист
  - Маркус Ортс, германски писател
- 26 юни – Колин Грийнуд, британски басист
- 27 юни – Димитър Топалов, български футболист
- 5 юли – Есил Дюран, българска попфолк певица от турски произход
- 6 юли 
  - Фернандо Редондо, аржентински футболист
  - Серафим Тодоров, български боксьор
- 10 юли – Павел Чернев, български адвокат и политик († 2016 г.)
- 15 юли – Анатоли Нанков, български футболист
- 17 юли – Димитър Сивов, български футболист
- 19 юли – Николай Пловдивски, български духовник
- 22 юли – Деспина Ванди, гръцка поп певица
- 24 юли – Дженифър Лопес, американска актриса и певица от пуерторикански произход
- 31 юли – Антонио Конте, италиански футболист и треньор
- 4 август 
  - Диего Латоре, аржентински футболист
  - Макс Кавалера, бразилски музикант
- 7 август – Домино Харви, английска актриса и ловец на глави
- 10 август – Милен Щърбанов, български футболист
- 13 август – Емил Кременлиев, български футболист
- 15 август – Карлос Роа, аржентински футболен вратар и треньор
- 18 август 
  - Евърласт, американски музикант
  - Едуард Нортън, американски актьор
- 19 август – Матю Пери, американски актьор († 2023 г.)
- 25 август – Валентин Станков, български футболист
- 27 август – Добромир Дафинов, български футболист
- 28 август – Джак Блек, американски артист и музикант
- 4 септември – Николина Чакърдъкова, българска народна певица
- 8 септември – Гари Спийд, уелски футболист и треньор († 2011 г.)
- 17 септември – Кен Дохърти, ирландски играч на снукър
- 23 септември – Христо Коилов, български футболист
- 25 септември 
  - Катрин Зита-Джоунс, британска актриса
  - Радостин Стойчев, български волейболист и треньор
- 28 септември – Петър Волгин, български журналист
- 29 септември 
  - Адалберт Зафиров, български футболист
  - Ивица Вастич, австрийски футболист
- 15 октомври 
  - Мариус Куркински, български актьор и режисьор
  - Ванеса Марсил, американска актриса
  - Доминик Уест, английски актьор
- 20 октомври – Виктор Калев, български актьор
- 24 октомври – Георги Милчев-Годжи, български музикант, бас-китарист в Ку Ку бенд
- 25 октомври – Нона Йотова, българска актриса и певица
- 2 ноември – Реджиналд Арвизу, американски музикант
- 4 ноември 
  - Матю Макконъхи, американски актьор
  - Шон Комбс, американски музикант
  - Юри Николов, български футболист
- 7 ноември – Елен Гримо, френска пианистка и писателка
- 9 ноември – Илия Калинов, български футболист
- 10 ноември 
  - Фаустино Асприля, колумбийски футболист
  - Йенс Леман, германски футболист
- 13 ноември 
  - Аян Хирси Али, нидерландска феминистка и политик
  - Джерард Бътлър, шотландски актьор
- 16 ноември – Михаил Ролев, български футболист
- 18 ноември – Александър Донски, македонски историк
- 22 ноември 
  - Марджане Сатрапи, иранска художничка
  - Бену Йълдъръмлар, турска актриса
- 24 ноември – Адлен Шевкед, български политик и икономист
- 28 ноември – Николай Василев, български политик
- 4 декември – Джей Зи, американски музикант
- 11 декември – Вишванатан Ананд, индийски шахматист
- 15 декември – Марион Пошман, германска писателка
- 21 декември – Жули Делпи, френска актриса
- 25 декември – Митко Трендафилов, български футболист
- 28 декември – Линус Торвалдс, финландски програмист

## Починали
- 5 януари – Франц Теодор Чокор, австрийски писател (р. 1885 г.)
- 30 януари – Жорж Пир, белгийски монах (р. 1910 г.)
- 31 януари – Стоян Загорчинов, български писател (р. 1889 г.)
- 19 февруари – Петър Завоев, български журналист и писател (р. 1880 г.)
- 26 февруари – Карл Ясперс, германски психиатър и философ (р. 1883 г.)
- 11 март – Джон Уиндъм, британски писател (р. 1903 г.)
- 14 март – Николай Фол, български писател и режисьор (р. 1898 г.)
- 28 март – Дуайт Айзенхауер, американски политик и военен деец, 34-ти президент на САЩ (1953 – 61) (р. 1890 г.)
- 7 април – Ромуло Галегос, венецуелски писател и политик (р. 1884 г.)
- 22 април – Маркиан Попов, съветски офицер (р. 1902 г.)
- 26 април – Морихей Уешиба, японски майстор на бойните изкуства и създател на айкидото (р. 1883 г.)
- 25 май – Райна Касабова, българска медицинска сестра (р. 1897 г.)
- 28 юни – Асен Пешев, български футболист (р. 1908 г.)
- 29 юни – Веселин Стоянов, български композитор (р. 1902 г.)
- 5 юли – Валтер Гропиус, германски архитект (р. 1883 г.)
- 17 юли – Нестор Мирчевски, български резбар (р. ок. 1873 г.)
- 24 юли – Витолд Гомбрович, полски романист, драматург и есеист (р. 1904 г.)
- 25 юли – Иван Винаров, съветски военен разузнавач и български генерал (р. 1896 г.)
- 6 август – Теодор Адорно, германски социолог и философ (р. 1903 г.)
- 17 август – Лудвиг Мис ван дер Рое, германски архитект (р. 1886 г.)
- 3 септември – Хо Ши Мин, виетнамски политик (р. 1890 г.)
- 29 септември – Кимон Георгиев, български политик (р. 1882 г.)
- 21 октомври – Джак Керуак, американски писател (р. 1922 г.)
- 28 октомври – Корней Чуковски, руски писател (р. 1882 г.)
- 30 октомври – Уве Гресман, германски поет и белетрист (р. 1933 г.)
- 2 декември – Климент Ворошилов, съветски военачалник, държавен и партиен деец (р. 1881 г.)
- 5 декември – Алис Батенберг, английска принцеса (р. 1885 г.)
- 9 декември – Стойко Стойков, български езиковед (р. 1912 г.)
- 29 декември – Курт Рихтер, германски шахматист (р. 1900 г.)
- 31 декември – Борис Денев, български художник (р. 1883 г.)

## Нобелови награди
- Физика – Мъри Гел-Ман
- Химия – Дерек Бартън, Од Хасъл
- Физиология или медицина – Макс Делбрюк, Алфред Хърши, Салвадор Лурия
- Литература – Самюел Бекет
- Мир – Международна организация на труда
- Икономика – Рагнар Фриш, Ян Тинберген